# Hervormde kerk (Abbenes)
De Hervormde kerk in Abbenes is een kerkgebouw in de Nederlandse provincie Noord-Holland. 
De kerk valt onder de Protestantse gemeente Abbenes, die deel uitmaakt van de Protestantse Kerk in Nederland. Deze gemeente is voortgekomen uit de Nederlands Hervormde Kerk in Abbenes en de wijkgemeente Abbenes van de Gereformeerde Kerk in Nieuw-Vennep.
De kerk staat op de gemeentelijke monumentenlijst van Haarlemmermeer.

## Geschiedenis
De bouw begon in 1868 op grond die geschonken was door de plaatselijke weldoener, de Amsterdamse arts en schrijver Jan Pieter Heije, op het hogere gedeelte van het dorp, waar vroeger het eiland Abbenes lag. Op 29 maart 1869 werd de kerk, in de vorm van een rechthoekige zaalkerk, gelegen aan de Hoofdweg (Oostzijde), in gebruik genomen.
In 1951 werd er een orgel gebouwd door Van Vulpen in de kerk geplaatst.